# Danjaq
Danjaq, LLC est une holding de droit américain (anciennement Danjaq S.A., de droit suisse), propriétaire des copyrights et marques commerciales des personnages, éléments et autres droits d'auteur associés aux adaptations à l'écran de James Bond — notamment la séquence d'ouverture et le logo 007. 
Danjaq est la société mère d'EON Productions, la société de production des films de James Bond. Elle est dirigée par la famille d'Albert R. Broccoli, coproducteur originel des films. 

## Historique
Danjaq S.A. est fondée en 1962 par Albert R. Broccoli, Harry Saltzman, Dana Broccoli et Jacqueline Saltzman. Le nom de la société est un mot-valise composé du début des prénoms de ces deux dernières. 
Détenue à parité par les deux couples, la société est située  à Lausanne en Suisse pour des raisons de fiscalité avantageuse. Depuis le 2 avril 1962, elle est liée à United Artists pour la production et la distribution des films de James Bond.
En 1975, Harry Saltzman décide de vendre ses parts à United Artists à la suite de difficultés financières. Sous la pression d'Albert R. Broccoli qui pense que Saltzman viendra les lui proposer ensuite, United Artists refuse de les racheter. Mais Saltzman entame alors des discussions avec Columbia Pictures. Aussi United Artists passe outre aux ordres de Broccoli et rachète les parts le 17 décembre 1975 pour un montant de 36 millions de dollars.
En 1986, la famille Broccoli récupère le contrôle complet de la société en rachetant les parts de United Artists. Deux ans plus tard, Danjaq S.A. déménage en Californie et devient Danjaq, LLC.